# Stazione di Jelgava
La stazione di Jelgava, indicata anche come Jelgava I, è la stazione ferroviaria che serve l'omonima città lettone, capoluogo del distretto omonimo.
È un importante snodo in quanto è situata all'incrocio di oltre 6 linee ferroviarie che collegano Riga alla Lituania, alla Lettonia orientale e occidentale, e la Lituania al Mar Baltico.